# Omakase
Omakase (お任せ (御任せ) (Ngự nhậm)/ おまかせ/ オマカセ O-makase); phát âm tiếng Việt: Ồ-ma-ka-sề) là một cụm từ tiếng Nhật chỉ về phong cách phục vụ ẩm thực được sử dụng khi gọi đồ ăn ở nhà hàng kiểu Nhật, nó có nghĩa là: "Tôi giao phó cho bạn" (xuất phát từ tiếng Nhật: 任せる/Makaseru nghĩa đen là giao phó, phó thác). Trong tiếng Nhật thì Omakase xuất phát từ động từ "Makasu"  nghĩa là sự tin tưởng, do đó, phong cách Omakase chính là cái sự "tin tưởng vào đầu bếp", quyết định của đầu bếp là quan trọng nhất và tốt nhất cho thực khách. Kiểu loại hình ẩm thực này bắt đầu xuất hiện từ những năm 90 khi người ta sẵn sàng trả tiền cho một bữa ăn tại nhà hàng sushi mà các món sushi vẫn còn khá mới mẻ nên nhiều thực khách còn phân vân khi chọn cho mình món ăn phù hợp ưng ý nên phong cách Omakase ra đời nhằm giúp thực khách tự thưởng thức những món ăn ngon miệng một cách dễ dàng hơn. Trong một phần Omakase sẽ có nhiều món ăn khác nhau từ sushi, sashimi, súp miso và đa dạng những món khác.

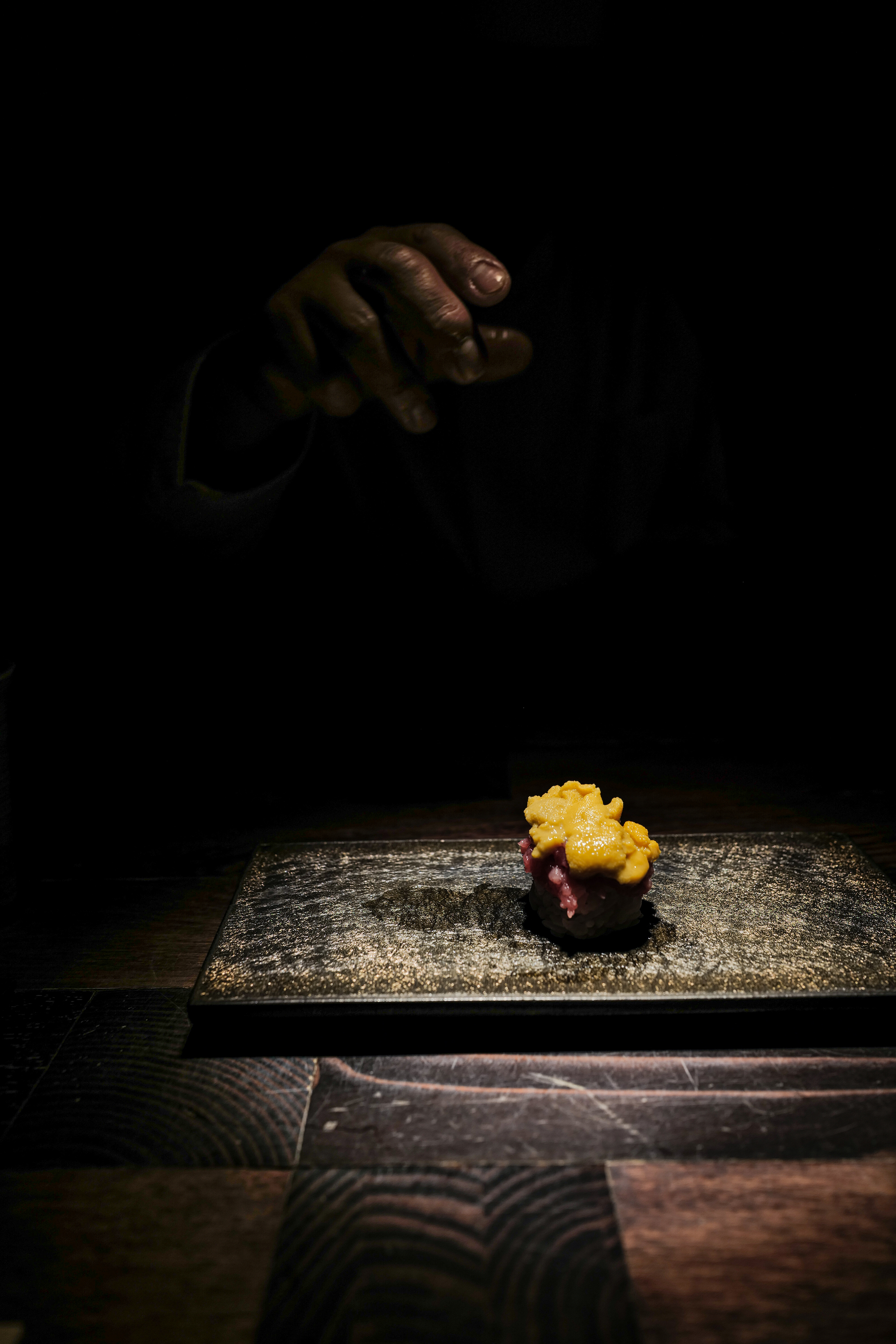
Một phần Omakase sushi được trực tiếp thực hiện dưới tay đầu bếp nhà hàng

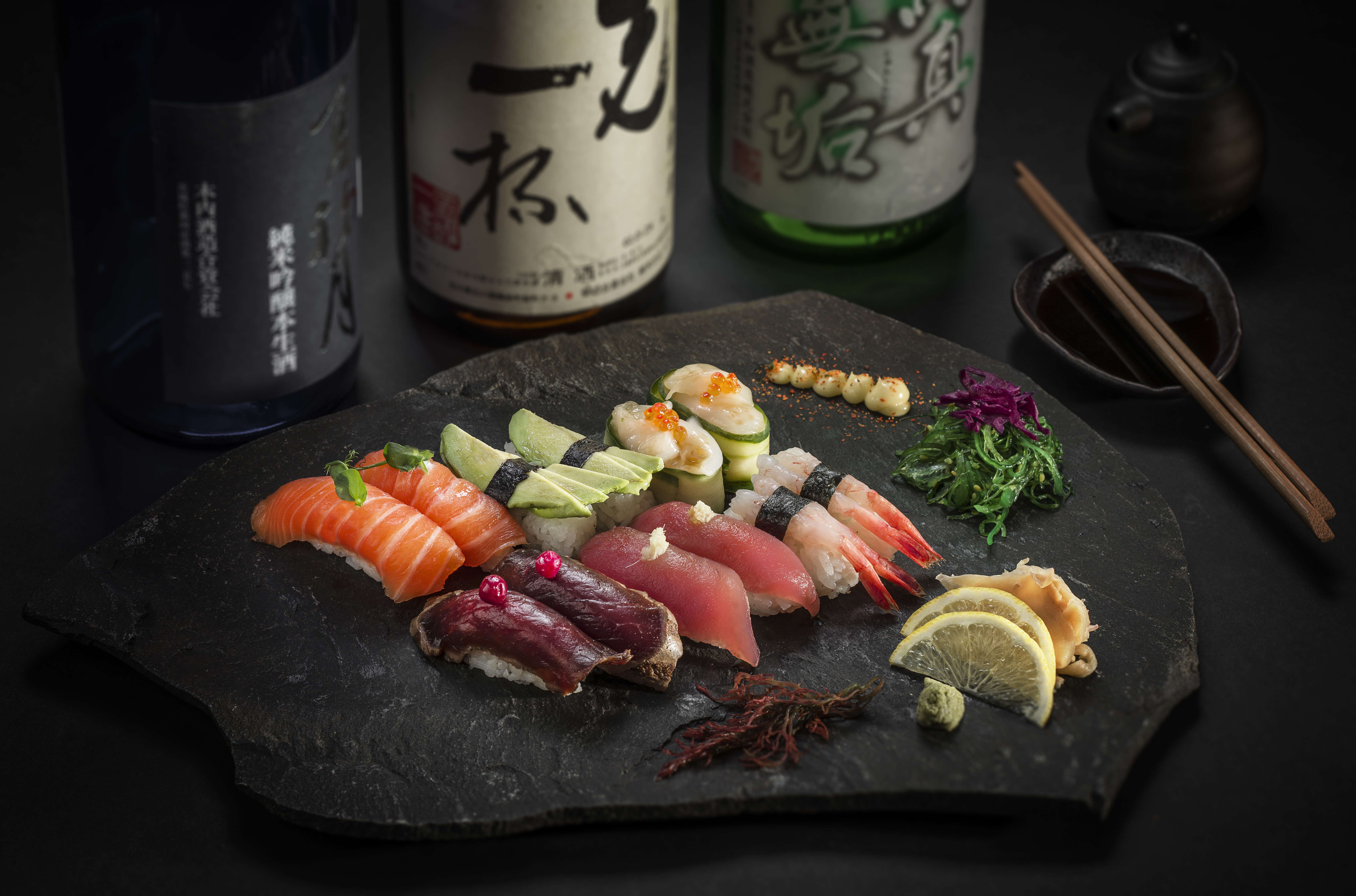
Một phần ăn phong cách kiểu Omakase

Một đầu bếp đang xắt Sashimi

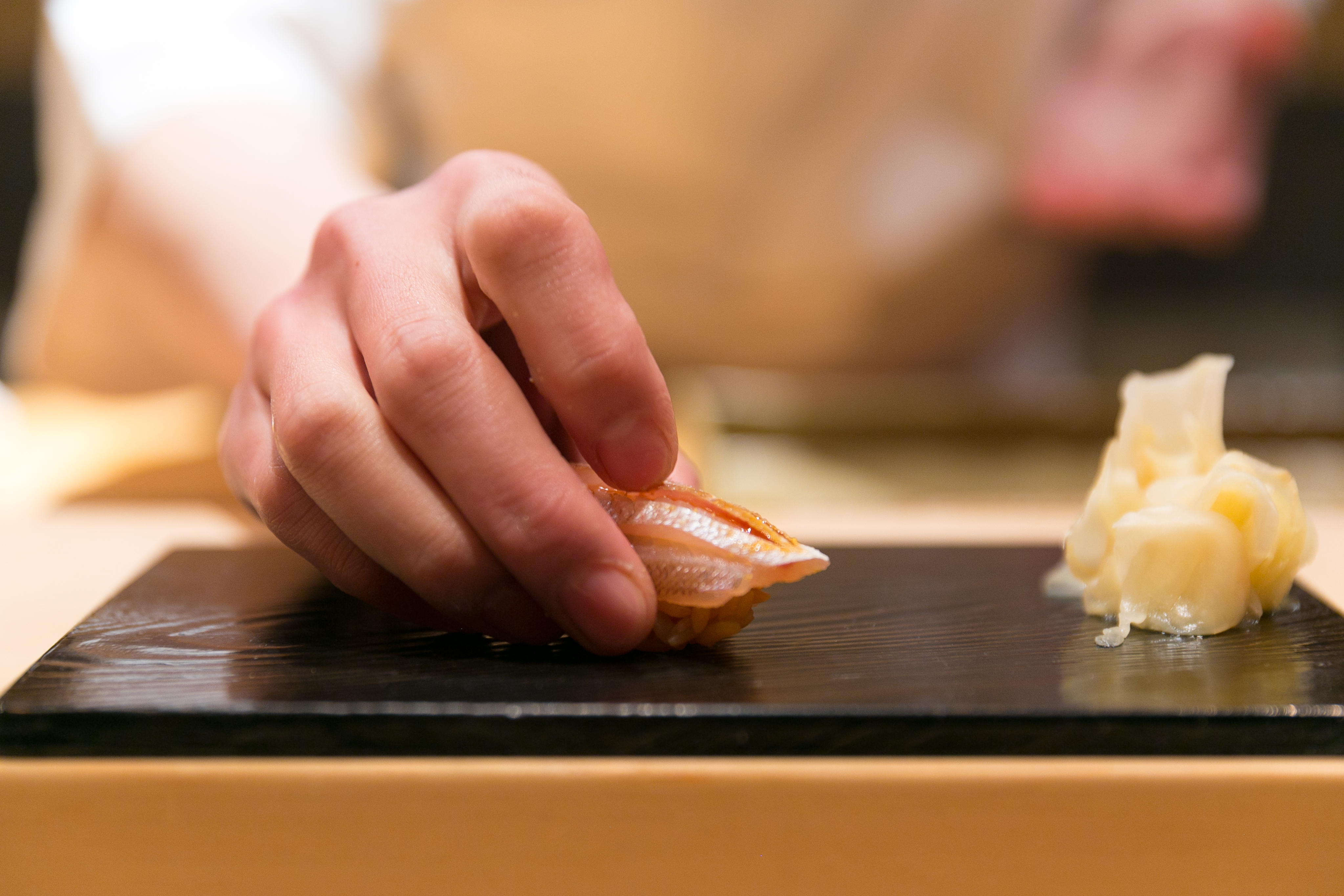
Phục vụ tại chỗ cho khách

Khi đi ăn ở nhà hàng sang trọng nhưng không được chọn món theo ý thích, không được biết giá chi tiết của từng món là một trong những điểm đặc trưng của loại hình Omakase, thực khách cần đặt sự tin tưởng hoàn toàn vào đầu bếp, giao phó bữa ăn cho họ. Thay vào đó, thực khách có thể quan sát, chờ đợi và thưởng thức các món ăn được phục vụ, bù lại, chất lượng bữa ăn hoàn toàn được đảm bảo từ những đầu bếp chuyên nghiệp với phong cách nghệ thuật ẩm thực. Đầu bếp của các nhà hàng Omakase thường được xem là những người nghệ sĩ tài năng với khả năng sáng tạo món ăn không giới hạn. Họ hiểu rõ nguyên liệu, nắm chắc từng cách chế biến để đảm bảo sao cho món ăn ngon nhất. Nguyên liệu được sử dụng cũng được lựa chọn rất kĩ càng, đảm bảo độ tươi sống và sử dụng theo mùa, thế nên, mỗi lần đến ăn sẽ luôn được phục vụ những món ăn khác nhau. Loại hình Omakase không đại trà và đầy tính nghệ thuật ẩm thực cao cấp nên chi phí cho một bữa ăn Omakase sẽ đắt đỏ, thực khách được nhận được một hóa đơn chung với giá tiền phải trả cuối cùng.